# La Almunia de Doña Godina
La Almunia de Doña Godina – gmina w Hiszpanii, w prowincji Saragossa, w Aragonii, o powierzchni 56,65 km². W 2011 roku gmina liczyła 7792 mieszkańców.